# Pterobryaceae
Pterobryaceae, porodica pravih mahovina u redu Hypnales

## Rodovi
1. Calyptothecium Mitt.
2. Cryptogonium (Müll.Hal.) Hampe
3. Henicodium (Müll. Hal.) Kindb.
4. Hildebrandtiella Müll. Hal.
5. Horikawaea Nog.
6. Jaegerina Müll. Hal.
7. Micralsopsis W. R. Buck
8. Muellerobryum M. Fleisch.
9. Neolindbergia M. Fleisch.
10. Orthorrhynchidium Renauld & Cardot
11. Orthostichidium Dusén
12. Orthostichopsis Broth.
13. Osterwaldiella Broth.
14. Penzigiella M. Fleisch.
15. Pireella Cardot
16. Pseudocryptogonium Akiyama & B.C.Tan
17. Pseudopterobryum Broth.
18. Pterobryidium Broth. & Watts
19. Pterobryon Hornsch.
20. Pterobryopsis M. Fleisch.
21. Renauldia Müll. Hal.
22. Spiridentopsis Broth.
23. Symphysodon Dozy & Molk.
24. Symphysodontella M. Fleisch.